# Андреа Орландіні
Андреа Орландіні (італ. Andrea Orlandini, нар. 6 лютого 1948, Флоренція) — італійський футболіст, що грав на позиції півзахисника, зокрема за «Фіорентину» і «Наполі», а також національну збірну Італії.

## Клубна кар'єра
Народився 6 лютого 1948 року в місті Флоренція. Вихованець футбольної школи місцевої «Фіорентини». 
Дорослу футбольну кар'єру розпочав 1968 року, на умовах оренди граючи за «Реджяну». Згодом також як орендований гравець грав за  «Самбенедеттезе» та «Прато», після чого 1971 року повернувся до «Фіорентини», у складі основної команди якої провів два сезони.
1973 року уклав контракт з клубом «Наполі», де відіграв чотири роки своєї кар'єри гравця. У розіграші 1975/76 допоміг команді здобути Кубок Італії.
Вдітку 1977 року повернувся до рідної «Фіорентини», виступами за яку через п'ять сезонів і завершив ігрову кар'єру.

## Виступи за збірну
Наприкінці 1974 року дебютував в офіційних матчах у складі національної збірної Італії. Протягом наступного року ще двічі виходив на поле у формі національної команди.
| Дата       | Місто     | Господарі  | Результат | Гості  | Турнір            | Голи | Примітки |
| ---------- | --------- | ---------- | --------- | ------ | ----------------- | ---- | -------- |
| 20-11-1974 | Роттердам | Нідерланди | 3 – 1     | Італія | Відбір до ЧЄ 1976 | -    |          |
| 5-6-1975   | Гельсінкі | Фінляндія  | 0 – 1     | Італія | Відбір до ЧЄ 1976 | -    | 46'      |
| 8-6-1975   | Москва    | СРСР       | 1 – 0     | Італія | товариський матч  | -    |          |
| Усього     |           | Матчів     | 3         |        | Голів             | 0    |          |

## Титули і досягнення
- Володар Кубка Італії (1):

«Наполі»: 1975-1976